# Acianthera pubescens
Acianthera pubescens  es una especie de orquídea epifita que se encuentra desde México hasta Argentina.

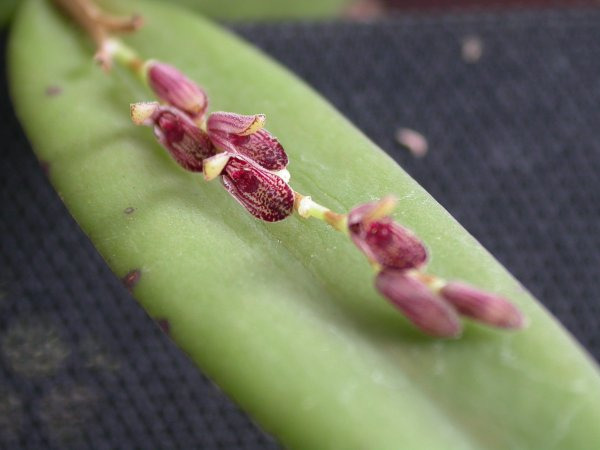
Inbflorescencia

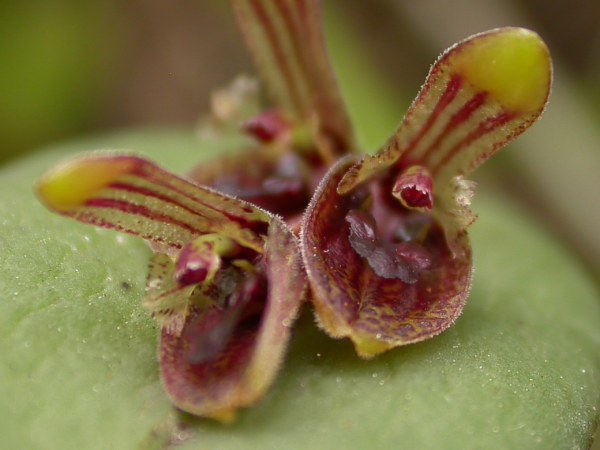
Detalle de la flor

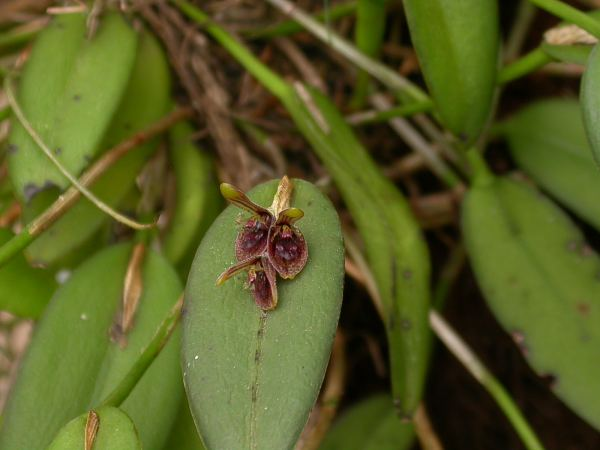
Hojas

## Descripción
Es una orquídea tamaño miniatura unifoliada con hábitos de epífita y con ramicaules delgados envueltos basalmente por 2-3 vainas tubulares y  una sola hoja apical obovada y  aguda, con pecíolo. Florece en una inflorescencia apical, fasciculada de 4.5 cm de largo con algunas flores, que surge a través de una espata que contiene las flores cerca de la media hoja y que se produce en el verano hasta el invierno.

## Distribución y hábitat
Se encuentra en los bosques húmedos densos, en altitudes de 500 a 1900 metros en los países de República Dominicana, Puerto Rico, México, Guatemala, Honduras, Nicaragua, Costa Rica, Panamá, Guyana Francesa, Surinam, Venezuela, Colombia, Ecuador, Perú, Brasil, Paraguay y Argentina. 

## Taxonomía
Acianthera pubescens fue descrita por (Lindl.) Pridgeon & M.W.Chase  y publicado en Lindleyana 16(4): 245-246. 2001.
Etimología
Acianthera: nombre genérico que es una referencia a la posición de las anteras de algunas de sus especies.
pubescens: epíteto latino que significa "pubescente".
Sinonimia
- Humboltia bufonis (Klotzsch) Kuntze
- Humboltia polystachya (A. Rich. & Galeotti) Kuntze
- Humboltia pubescens (Lindl.) Kuntze
- Humboltia smithiana (Lindl.) Kuntze
- Humboltia truxillensis (Rchb.f.) Kuntze
- Humboltia vittata (Lindl.) Kuntze
- Pleurothallis bourgeaui Kraenzl.
- Pleurothallis bufonis Klotzsch
- Pleurothallis coriacea Bello
- Pleurothallis janeirensis Barb.Rodr.
- Pleurothallis janeirensis var. viridicata Barb.Rodr.
- Pleurothallis mandibularis Kraenzl.
- Pleurothallis picta Hook.
- Pleurothallis polystachya A.Rich. & Galeotti
- Pleurothallis porphyrantha Kraenzl.
- Pleurothallis pubescens Lindl.
- Pleurothallis rio-grandensis Barb.Rodr.
- Pleurothallis rio-grandensis var. longicaulis Cogn.
- Pleurothallis rio-grandensis var. viridicata Barb.Rodr.
- Pleurothallis smithiana Lindl.
- Pleurothallis smithiana var. viridicata Cogn.
- Pleurothallis truxillensis Rchb.f.
- Pleurothallis vittata Lindl.[4][5]